# Charlotta Burešová
Charlotta (Lotka) Burešová-Kompert (Praag, 4 november 1904 - aldaar, 1983) was een Tsjechisch beeldend kunstenaar van Joodse afkomst en overlevende van de Holocaust. Met haar schilderijen documenteerde zij haar gevangenschap in het getto van Theresienstadt.

## Leven en werk
Burešová was het enige kind van kleermaker Gustav Kompert en zijn vrouw Steffie. Al jong bleek ze over schildertalent te beschikken, en haar ouders gaven haar een brede opvoeding, met onder meer schilder- en pianoles en Frans. Ze ging drie jaar naar de School voor Industriële Kunst, en daarna tot 1925 drie jaar naar de Academy voor Schone Kunsten in Praag. Ze trouwde met Radim Bureš, een christelijke advocaat, en in 1927 werd hun zoon geboren. In de dertiger jaren was zij een toonaangevend kunstenaar in Praag en maakte deel uit van de intellectuele elite van de stad.

### Tweede Wereldoorlog
Toen de nazi's Tsjechoslowakije bezetten, scheidde Burešová van haar man om haar gezin te beschermen tegen de anti-joodse maatregelen. In 1941 vorderden de nazi's haar huis en werd ze gedwongen te stoppen met schilderen, en in 1942 werd ze gedeporteerd naar het getto van Theresienstadt. Aanvankelijk werd ze daar tewerkgesteld in de Lautscher Werkstätte, waar allerlei prullaria gemaakt werden zoals wenskaarten, speelgoed, lampen, poppen, kunstbloemen en lederwaren. De nazi-staff verkocht deze producten buiten het getto en streek de opbrengst op.
Al snel werd bekend dat Burešová een geschoold kunstschilder was, en kreeg ze een plek in het kunstenaarsatelier onder leiding van de Nederlandse illustrator Jo Spier. Op bestelling maakte ze olieverfschilderijen voor de verkoop, waarbij ze soms werk van oude meesters als Rubens en Rembrandt kopieerde aan de hand van ansichtkaarten uit de Dresdengalerie.
Buiten de opdrachten van de nazi's om, schilderde ze portretten van kinderen en van haar vrienden onder de gevangenen, stillevens van bloemen en afbeeldingen van dansers. Ze wilde de gratie en schoonheid van de dansers weergeven, als tegenstelling van de horror, honger en het lijden om haar heen. Op verzoek van een nazi-beambte maakte ze een schilderij van de Maagd Maria, en voegde een traan in haar oog toe. De beambte was onder de indruk van het schilderij, en suggereerde Burešová het nooit af te maken, omdat ze in die tijd niet naar het Oosten gedeporteerd zou worden.

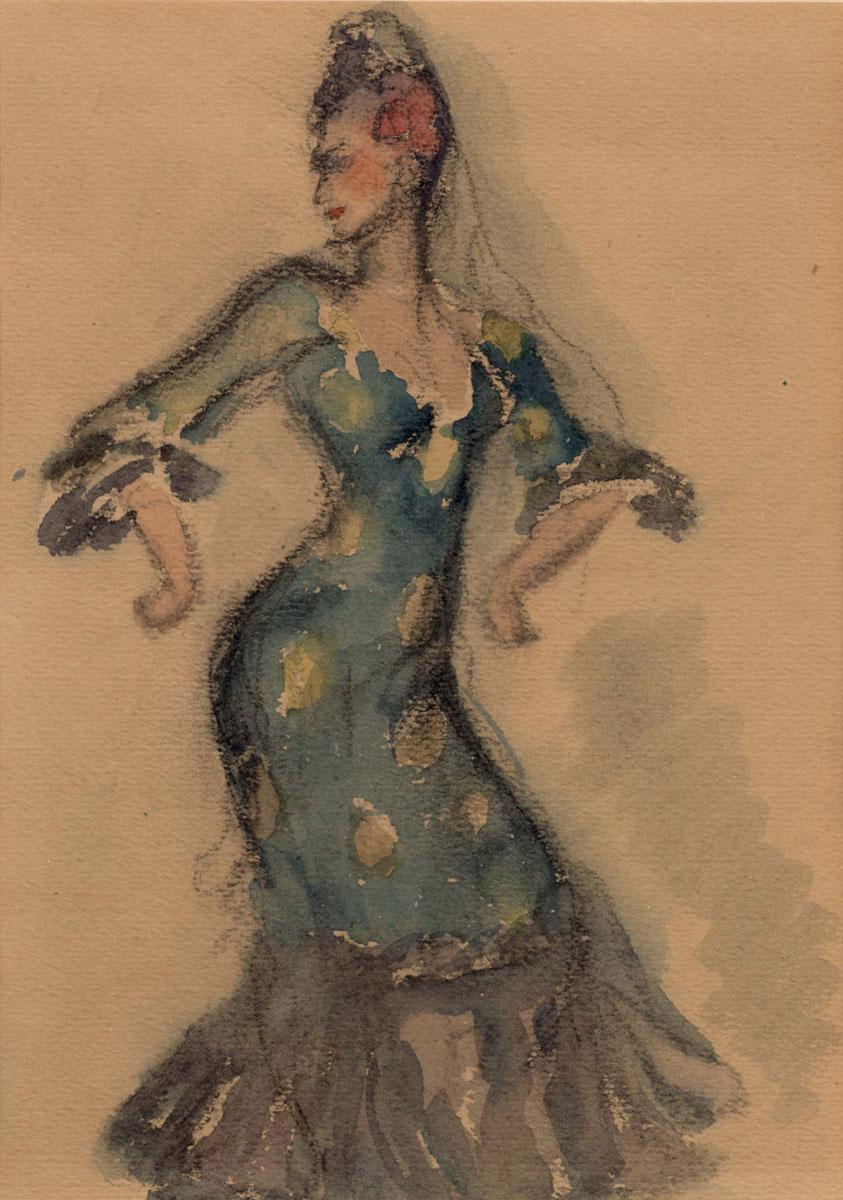
The Last Flamenco

Als voorbereiding op een bezoek van het Rode Kruis in juni 1944 werd een deel van het getto opgeknapt. Voor deze gelegenheid vroeg Burešová aan Catharina Frank om model te staan voor een portret van Madame Butterfly. Adolf Eichmann had Catharina Frank eerder ontmoet in Kamp Westerbork, en toen hij het getto bezocht, herkende hij haar op het portret dat het kantoor van de kampcommandant sierde. Hij gaf opdracht haar woonomstandigheden te verbeteren, zodat zij en haar zoontje betere overlevingskansen zouden hebben. Behalve dit portret maakte Burešová ook het schilderij The Last Flamenco van de dansende Catharina, en een portret van Catharina's zoon Clarence.
Drie dagen voor het getto in mei 1945 door het Rode Leger bevrijd werd, slaagde Burešová erin met een kleine groep gevangenen te ontsnappen en naar Praag terug te keren. Ze hertrouwde met Radim Bureš en pakte haar schildercarrière weer op. Na de oorlog wijdde zij zich aan traditionele stillevens en kindermotieven. In de jaren 1950 en 1960 illustreerde ze schoolboeken en boeken over psychologische en educatieve thema's. Na haar zeventigste werd ze langzaam blind, maar na verschillende operaties kon ze weer zien.  Ze overleed in 1983 in Praag.

## Herdenking
Meer dan vijftig werken van Burešová uit de tijd dat ze in het getto zat, zijn opgenomen in de kunstcollectie van het Terezín Memorial, evenals drie na-oorlogse werken. De laatste drie geven haar ervaring weer van de tijd van de dictatuur in het land. De schilderijen van Catharina Frank en haar zoontje en andere schilderijen van Burešová zijn opgenomen in de permanente tentoonstelling in het Kunstmuseum op de campus van Yad Vashem.